# サクラ読本
サクラ読本（サクラとくほん）とは、世界恐慌の時代に使用された国語読本の愛称。正式名称は『小学国語読本』。第4期国定国語読本とも呼ばれる。
巻一の冒頭が「サイタ　サイタ　サクラ　ガ　サイタ」から始まるためこの愛称がついた。1学年2冊ずつの12分冊である。井上赳らが編纂した。1933年から1940年までに尋常小学校に入学した世代が使用した。
従来、導入では単語から教えていたのが前述の通り、文から教えるようになったという点では、画期的な教科書だったとも言える。また、低学年の教科書に初めてカラー印刷が使用された。

## 関連作品
- チューリップ (唱歌) - 歌い出し「サイタ　サイタ」は、サクラ読本の冒頭を参考にしたものである[1]。